# Kościół św. Bartłomieja Apostoła w Chotlu Czerwonym
Kościół św. Bartłomieja w Chotlu Czerwonym – gotycki rzymskokatolicki kościół ufundowany przez Jana Długosza i wzniesiony w latach 1440–1450 na gipsowym wzgórzu zbudowanym z megakryształów selenitu. Został przebudowywany w XIX w.
Podobnie jak w nieodległej Wiślicy, jest to budowla jednonawowa, której nawa ma plan zbliżony do kwadratu.
Przylegają do niej dwie kruchty – gotycka od południa, ze znajdującym się na jej zewnętrznej ścianie zegarem słonecznym, i dobudowana w 1850 r. neogotycka, piętrowa, od zachodu.

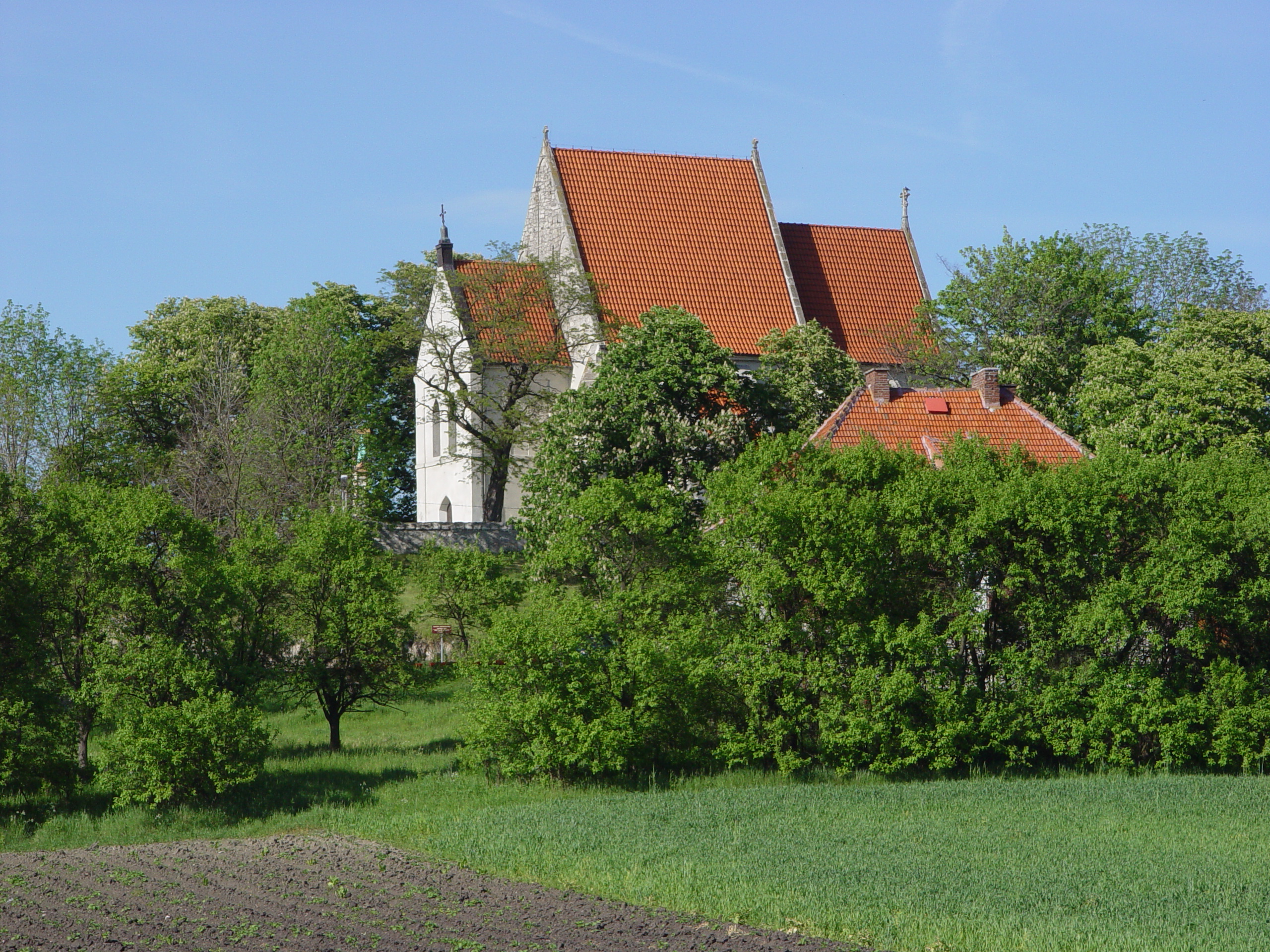
Kościół i plebania w Chotlu

Nawa i prezbiterium posiadają sklepienie sieciowe. Na sklepieniu nawy umieszczono herby Wieniawa (Jana Długosza) i Dębno (biskupa Zbigniewa Oleśnickiego), a w prezbiterium wizerunek Orła Polskiego.
Nad portalem wewnątrz południowej kruchty znajduje się gotycka tablica erekcyjna świątyni z 1450 r. Płaskorzeźba przedstawia Matkę Boską z Dzieciątkiem, św. Stefana z berłem i królewskim jabłkiem oraz św. Hieronima z lwem u stóp.
Wewnątrz kościoła znajdują się cenne gotyckie rzeźby. Szczególną uwagę zwraca Chrystus na krzyżu, dzieło z ok. 1400 r. eksponowane na północnej ścianie nawy.
W ołtarzu głównym znajduje się późnogotycki krucyfiks z XV w. Za ołtarzem, z tyłu, znajduje się gotyckie sakramentarium z baldachimem zwieńczonym pinaklami.
W dwóch rokokowych ołtarzach bocznych z II poł. XVIII w. umieszczone są obrazy przedstawiające NMP Niepokalane Poczęcie i św. Bartłomieja, pochodzące z tego samego okresu. 
Na portalu gotyckiej kruchty od południa, wyryte są obrysy stóp, których znaczenia nie udało się do dzisiaj ustalić.
W 1957 r. wewnątrz kościoła odkryto fragmenty polichromii z XVI w. Organy pochodzą z XIX w

## Małopolska Droga św. Jakuba
Kościół znajduje się na odnowionej trasie Małopolskiej Drogi św. Jakuba z Sandomierza do Tyńca, która to jest odzwierciedleniem dawnej średniowiecznej drogi do Santiago de Compostela i związana jest z pielgrzymowaniem do grobu św. Jakuba.